# Spieghelkerk

De Spieghelkerk is een kerkgebouw in het Spiegel, gelegen aan de Nieuwe ’s Gravelandseweg 34 in de Noord-Hollandse plaats Bussum in de gemeente Gooise Meren.

## Bouw
De kerk werd gebouwd op initiatief van de Bussumse evangelist Suzanna Maria van Woensel Kooy door Theo Rueter, de huisarchitect van de familie Van Woensel Kooij. De opdrachtgever tot de bouw was de Vereeniging tot Evangelisatie te Bussum.
Rueter gaf de kerk vorm in een stijl, die gerekend wordt als een voorbeeld van de vroege Amsterdamse School. De kerk werd in 1925 opengesteld. In 2006 werd de toren gerestaureerd. In 1978 werd een Verschueren-orgel geplaatst ter vervanging van het orgel uit 1930.
De klok in de toren was oorspronkelijk bedoeld als cadeau voor Prinses Beatrix, maar toen bleek dat de initialen van de prinses in spiegelbeeld op de klok stonden, kwam deze in de toren van de Spieghelkerk te hangen. 

## Functies
De kerk is vanwege de cultuur- en architectuur-historische waarde, maar ook vanwege de beeldbepalende ligging erkend als rijksmonument. De kerk wordt gezien als voorbeeld van dit soort bouwwerken in de periode tussen beide wereldoorlogen en als voorbeeld van het oeuvre van Rueter. 
De Spieghelkerk dient als kerkgebouw voor de Spieghelkerkgemeente en de Gemeente Sion, die beide deel uitmaken van de Protestantse Gemeente te Bussum. 
In september 2017 werd een multifunctionele aanbouw geopend bij de Spieghelkerk. Deze 'huiskamer van 't Spieghel' kreeg de naam Spieghelhuis. 
De kerk is de oudste van de twee protestantse kerken in Bussum, de andere is de Wilhelminakerk.